# Monohelea nubeculosa
Monohelea nubeculosa är en tvåvingeart som beskrevs av John William Scott Macfie 1932. Monohelea nubeculosa ingår i släktet Monohelea och familjen svidknott. Inga underarter finns listade i Catalogue of Life.